# Robert Edmond Grant
Robert Edmond Grant (Edimburgo, 11 de novembro de 1793 — Londres, 23 de agosto de 1874) foi um zoólogo escocês.
Foi educado na Universidade de Edimburgo, como médico.
Tornou-se num dos principais biólogos do começo do século XIX em Edimburgo, especialista em esponjas. Organizou o primeiro processo de Anatomia Comparada na University College London. É notado pela sua influência no jovem Charles Darwin e pela adoção das ideias evolutivas de Erasmus Darwin, Jean Baptiste Lamarck e Étienne Geoffroy Saint-Hilaire.